# Höffen (Lohmar)
Höffen ist ein Stadtteil von Lohmar im Rhein-Sieg-Kreis in Nordrhein-Westfalen.

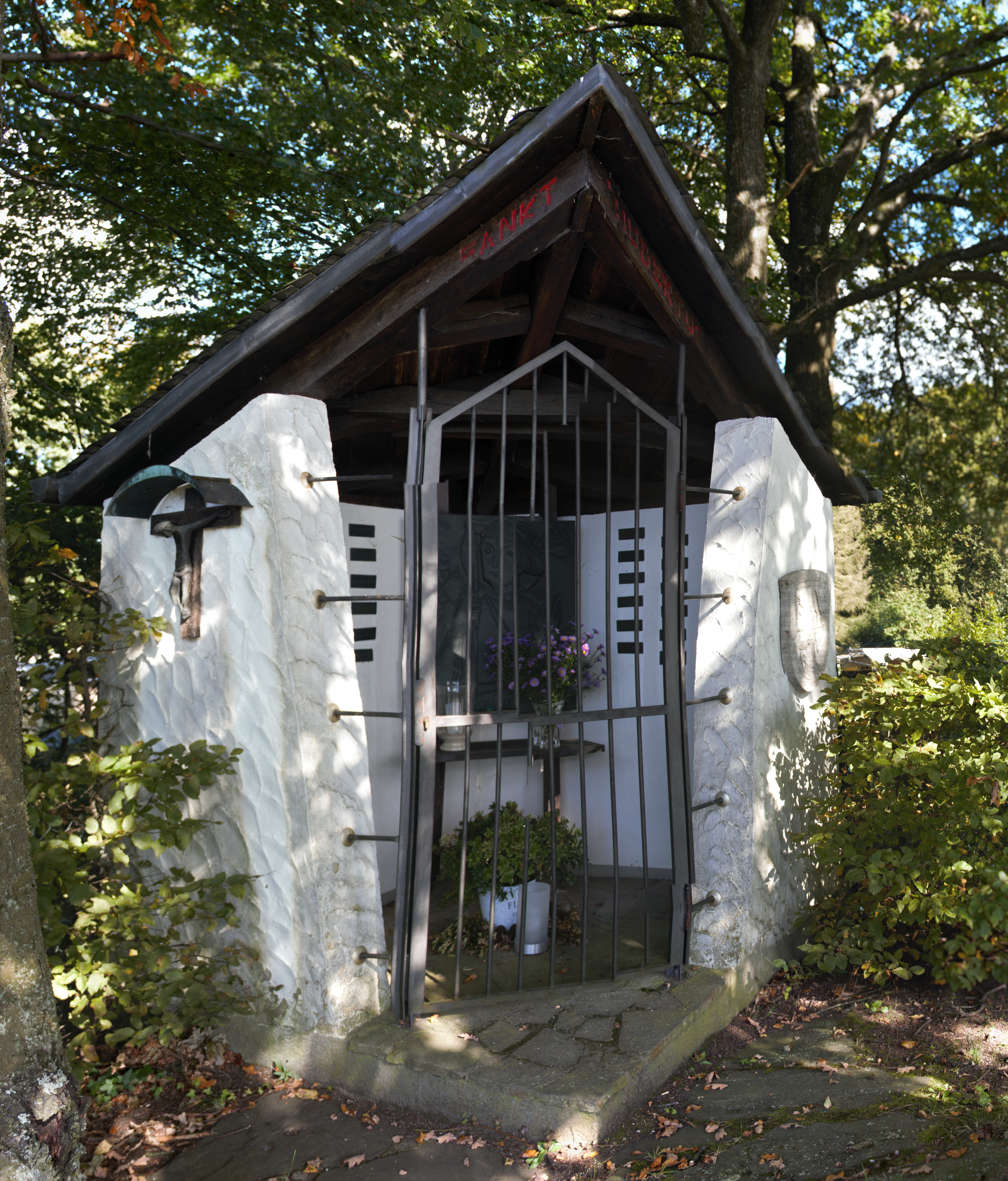
Hubertus Kapelle / Heiligenhäuschen

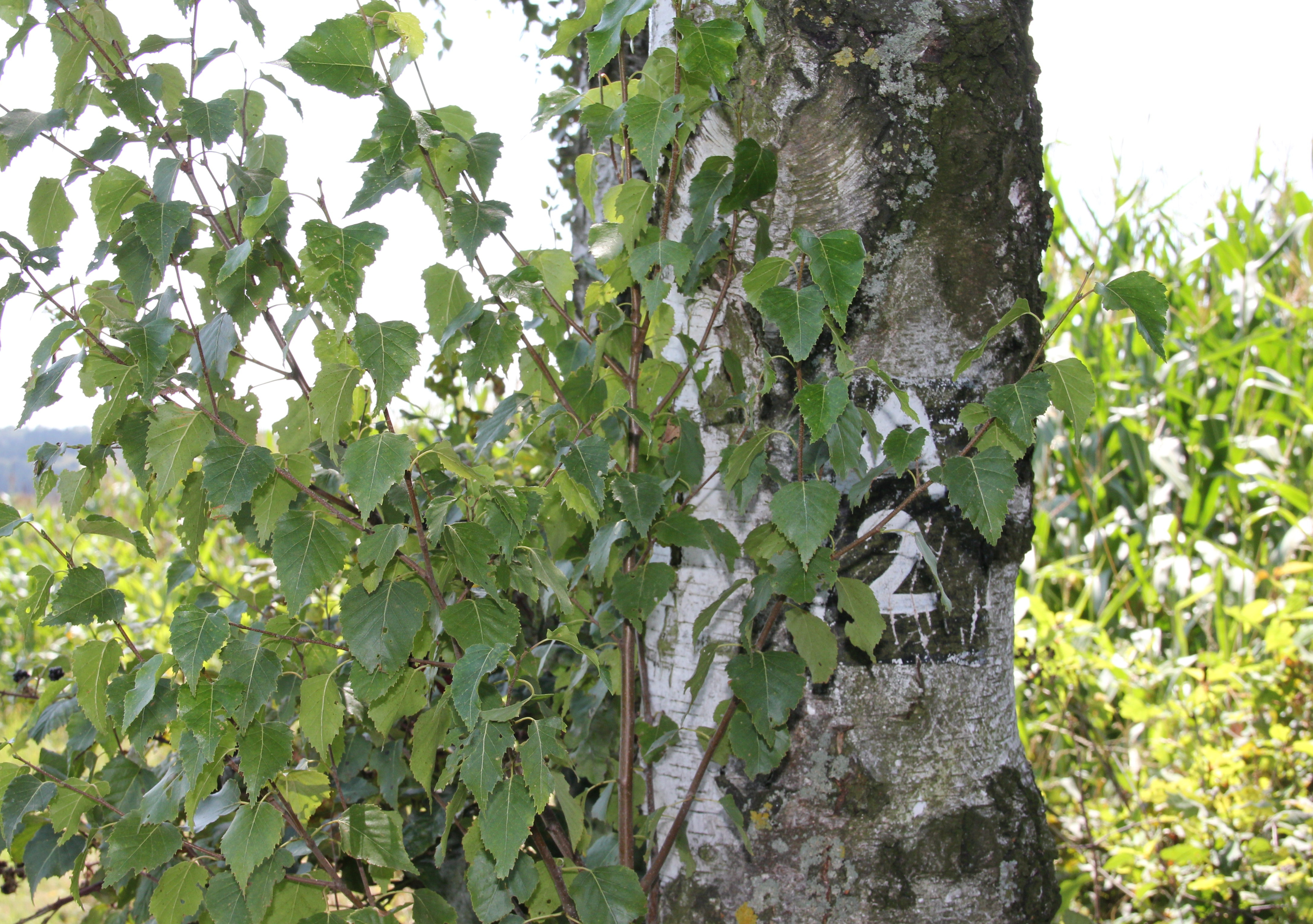
Markierung des Rundwanderweges A2 ins Naafbachtal

## Geographie
Höffen liegt im nordöstlichen Teil des Stadtgebietes von Lohmar, orographisch links zum Aggertal bei Wahlscheid. Umliegende Ortschaften und Weiler sind Neuhonrath im Norden, Grünenborn, Oberstehöhe und Saal im Nordosten, Heide, Ingersauel und Naaf im Osten, Büchel, Naafmühle und Bloch im Südosten, Mailahn und Weeg im Süden sowie Münchhof, Wahlscheid, Hohn, Schönenberg und Klefhaus im Westen bis Nordwesten.
In Kattwinkel bei Höffen entspringt einer der beiden Quellflüsse des Hohner Bachs, der schließlich als linker Nebenfluss in die Agger bei Wahlscheid mündet. Zum Naafbach hin entspringen einige namenlose Quellflüsse.

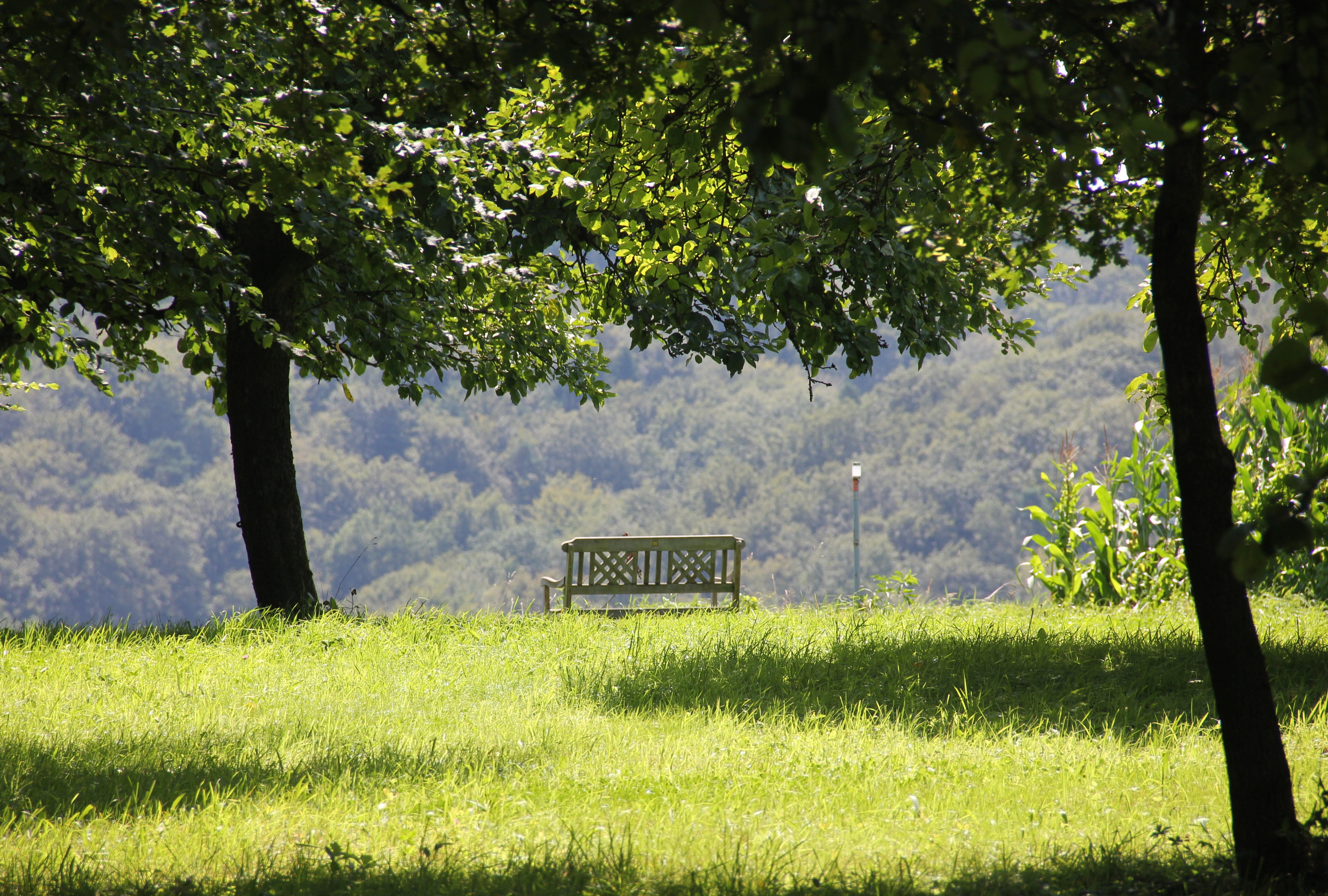
Bank mit Blick ins Naafbachtal auf dem Rundwanderweg A2 des SGV ab Höffen ins Naafbachtal

## Geschichte
Im Jahre 1885 hatte die Ortschaft Höffen 15 Einwohner, die in vier Häusern lebten.
Nach einem Adressbuch aus dem Jahre 1901 zählte der Ort 23 Einwohner; darunter waren drei Ackerer, ein Wirt, Bäcker und Spezereiwarenhändler, und ein Zimmermann.
Bis zum 1. August 1969 gehörte der Ort zu der bis dahin eigenständigen Gemeinde Wahlscheid.

## Sehenswürdigkeiten / Wanderwege
Eine kleine Kapelle / Heiligenhäuschen zu Ehren des Schutzpatrons der Jäger, eine Hubertuskapelle, steht etwas versteckt in der Straße „Am Rothfeld“. Sie wurde 1952 von der Familie Münks aus Köln errichtet, die bereits in den 1930er Jahren eine Jagdhütte in Höffen besaßen.
Höffen kann als Ausgangspunkt für Wanderungen zum Naafbachtal genutzt werden, einem überregional bekannten Naturschutzgebiet.
Die Rundwanderwege A1 und A2 des Sauerländischen Gebirgsvereins (SGV) beginnen in Höffen.

## Brauchtum
Traditionell nehmen die Menschen aus Höffen und der Umgebung am Kirmeskorso der Wahlscheider Kirmes teil.

## Verkehr
- Höffen liegt direkt an der Kreisstraße 34, der Hauptverkehrsstraße bei Höffen.
- Der nächstgelegene Bahnhof ist in Jexmühle der Bahnhof Lohmar-Honrath.
- Ein Bus verkehrt in Höffen nur an Schultagen. Daher ergänzt das Anruf-Sammeltaxi (AST) den ÖPNV. Höffen gehört zum Tarifgebiet des Verkehrsverbund Rhein-Sieg (VRS).